# 郭隗南毛介
郭隗南毛介（学名：Austrolimoosella kuohaui）为粗面介科南毛介屬下的一个种。